# How Could This Go Wrong
How Could This Go Wrong ist ein Lied von Exile. Der recht schnelle Rocksong mit einigen Disco-Einflüssen wurde im März 1979 als Single veröffentlicht. Die Single erreichte in mehreren europäischen Ländern die Charts, in Deutschland auf Platz zwölf. Im deutschsprachigen Raum wurde auch die Coverversion von Bernhard Brink, Frei und abgebrannt, bekannt.

## Entstehung und Inhalt
Der Song wurde von Nicky Chinn und Mike Chapman gemeinsam mit James P. Pennington, dem Leadsänger von Exile, geschrieben. Der Text von Lynda Lee Lawley handelt von einer Frau, die ausgeht und dabei den Tanzenden nur schüchtern zuschaut, sich fragend, was schiefgehen könnte: „She comes alone every night / On her own looking for romance / She stands there watching / While everyone’s touching / She’d take a chance / Standing there waiting, anticipating...“ Schließlich wird sie angesprochen und findet doch die richtigen Worte. Der rockige Song ist auch mit Keyboards instrumentiert und wurde von Mike Chapman in dem für ihn typischen Soundgewand produziert.

## Veröffentlichung und Rezeption
Die im März 1979 bei RAK erschienene Single enthält Being in Love with You Is Easy als B-Seite. Die Single erreichte Platz zwölf in Deutschland und war dort 24 Wochen in den Charts. Sie erreichte Platz 25 in Österreich (vier Wochen) und Platz 46 in den Niederlanden sowie Platz 24 in Belgien (Flandern). In den USA schaffte es die Single auf Platz 88. Das Lied erschien auch auf einigen Kompilationen.
Am 25. Juni 1979 spielte die Band den Hit in der Fernsehsendung disco im ZDF.

## Version von Bernhard Brink
Der Song wurde einige Male gecovert. Die deutsche Originalaufnahme Frei und abgebrannt von Bernhard Brink wurde von Thomas Meisel produziert und erschien im Mai 1979. Der deutsche Text von René Marcard handelt von einem Liebespaar, das sich als Aussteiger oder Tramper auf den Weg macht, ohne Geld in der Tasche zu haben: „Frei und abgebrannt / stand ich mit ihr am Straßenrand / komm wir ziehen los / ganz gleich wohin / die Welt ist groß.“ Da aber alles seinen Preis hat, jobben die beiden und so reicht es schließlich „für’s Erste“ doch.
Diese Version erreichte Platz 24 der deutschen Charts und war zwölf Wochen platziert. Insgesamt dreimal sang Brink den Song in der ZDF-Hitparade, als diese nach Verkaufszahlen organisiert war, am 9. Juli, 6. August und 10. September 1979 (Platz 18, elf und sieben). Obwohl der Song noch in den drei folgenden Ausgaben platziert war und es am 8. Oktober 1979 auf Platz vier der ZDF-Hitparade schaffte, sang ihn Brink kein weiteres Mal – sondern stellte in der Ausgabe am 10. Dezember 1979 bereits seine Nachfolgesingle Ich wär’ so gern wie du vor. Am 17. September 1979 sang Brink Frei und abgebrannt auch bei Ilja Richters disco im ZDF.

## Weitere Coverversionen
Weitere Versionen stammen unter anderem von Zucchero Sugar Fornaciari (Amen) und dem Orchester Udo Reichel.